# Rhipidolestes cyanoflavus
Rhipidolestes cyanoflavus är en trollsländeart som beskrevs av Wilson 2000. Rhipidolestes cyanoflavus ingår i släktet Rhipidolestes och familjen Megapodagrionidae. Inga underarter finns listade i Catalogue of Life.